# Halina Golanko

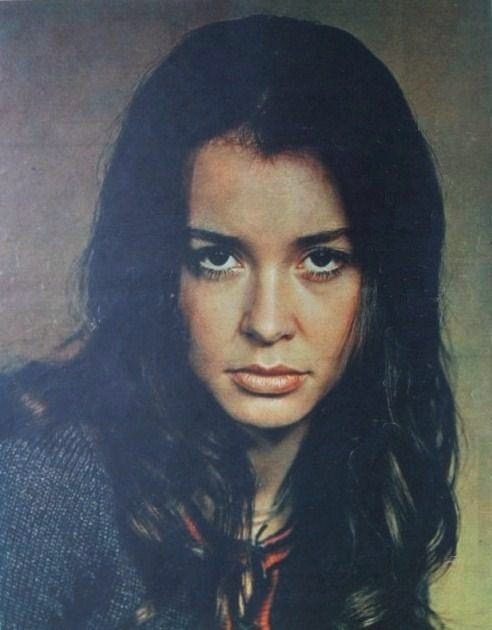
Halina Golanko (1973)

Halina Golanko (* 29. Januar 1948 in Zabrze, Polen) ist eine polnische Schauspielerin.

## Leben und Werk
Bereits während ihres Schauspielstudiums an der Staatlichen Theaterhochschule in Warschau erhielt Golanko ein Engagement am Studenten- und Experimentiertheater, wo sie auch als Sängerin auftrat. Später wurde sie für das Fernsehen entdeckt und spielte 1970 erstmals die junge Sanitäterin Ałła in der Fernsehserie Die Kolumbusse. Ihr Filmdebüt feierte sie ein Jahr später mit einer Rolle in Das Echo der Lieder und des Wieherns der Pferde. Aufgrund ihrer äußeren Erscheinung avancierte sie schnell zum „Sexygirl“ nationaler Filmproduktionen, definierte sich selbst aber lieber durch Talent und Persönlichkeit als durch ihr Äußeres.
Als Schauspielerin erreichte sie ihren Karrierehöhepunkt Ende der 1970er Jahre und wirkte in diversen Film- und Fernsehproduktionen mit, bis es Mitte der 1980er Jahre ruhiger um ihre Person wurde.

## Filmografie (Auswahl)
- 1970: Die Kolumbusse (Kolumbowie)
- 1971: Das Echo der Lieder und des Wieherns der Pferde (Jeszcze słychać śpiew i rżenie koni…)
- 1972: Fliehen, so schnell wie möglich (Uciec jak najbliżej)
- 1972: Unfallstrecke (Poślizg)
- 1972: Die Brillanten der Frau Susa  (Brylanty pani Zuzy)
- 1973: Das Geheimnis (Sekret)
- 1974: Das Loch in der Mauer (Drzwi w murze)
- 1978: Die Passion (Pasja)
- 1978: Ohne Betäubung (Bez znieczulenia)
- 2005: Persona non grata